# Primarias presidenciales de la Unión Cívica Radical de 1988
Las elecciones primarias presidenciales de la Unión Cívica Radical de 1988 tuvieron lugar el día 3 de julio del mencionado año con el objetivo de elegir la fórmula presidencial del partido de cara a las elecciones presidenciales venideras, que tendrían lugar el 14 de mayo de 1989.

## Acontecimientos
Con su popularidad en descenso por el deterioro de la economía durante el gobierno de Alfonsín, la oficialista Unión Cívica Radical programó la primaria interna para escoger a su candidato presidencial el 3 de julio de 1988. Debido a la situación económica y política cada vez más complicada, el alfonsinismo no tenía ninguna figura de peso capaz de competir por la sucesión de Alfonsín. De hecho, dentro del partido en general, los únicos radicales importantes que había obtenido un buen resultado en las elecciones de 1987 eran el gobernador de Córdoba, Eduardo Angeloz; el excandidato a gobernador de Buenos Aires, Juan Manuel Casella, antiguamente Ministro de Trabajo de Alfonsín, y que a pesar de su derrota había logrado un resultado relativamente alto para la debilidad que atravesaba el gobierno; y el senador Luis León, también excandidato en la provincia del Chaco, que había perdido por muy pocos votos. Mientras que Casella era fuertemente alfonsinista y socialdemócrata, Angeloz era una expresión del ala más derechista y neoliberal del radicalismo, era fuertemente crítico con el alfonsinismo, y estaba a favor de realizar un programa de privatización a gran escala.
Dada la necesidad de una candidatura fuerte, el alfonsinismo no tuvo más remedio que resignarse a apoyar a Angeloz, con la condición de que Casella fuera su compañero de fórmula. En las internas, la competición fue reducida a una suerte de plebiscito entre la fórmula Angeloz-Casella y la encabezada por Luis León, con Carlos Yeregui como compañero de fórmula. León pertenecía al Movimiento de Afirmación Yrigoyenista y estaba enfrentado con Alfonsín, tenía una postura nacionalista en el campo económico y era fuertemente favorable a la integración latinoamericana. Sin embargo, no contaba con los suficientes apoyos para contrapesar a Angeloz, y se considera que su precandidatura fue casi completamente testimonial.
Finalmente, el 3 de julio tuvo lugar la primaria interna tal y como se esperaba. Angeloz obtuvo una arrolladora victoria con el 88.64% de los votos contra el 11.36% de León, que además solo consiguió ganar en el Chaco, en donde obtuvo el 58% de los votos. En todos los demás distritos, la fórmula angelocista-alfonsinista obtuvo más del 76% de las preferencias. Aunque el PJ y la UCR por entonces tenían casi la misma cantidad de afiliados, la participación en la primaria radical fue notoriamente inferior a la del justicialismo, no alcanzando el millón de votos. En el plano de las coaliciones y los pactos que el radicalismo hizo de cara a los comicios, a diferencia del FREJUPO, la UCR solo realizó una alianza parcial con la Confederación Federalista Independiente (CFI) y mantuvo su coalición distrital con el Movimiento Popular Catamarqueño. La CFI presentó la candidatura de Angeloz para presidente pero con María Cristina Guzmán como candidata vicepresidencial.

## Precandidaturas
| Sector interno  | Línea Córdoba                                     | Línea Córdoba                                  | Movimiento de Afirmación Yrigoyenista  | Movimiento de Afirmación Yrigoyenista |
| Precandidatos   | para presidente                                   | para vicepresidente                            | para presidente                        | para vicepresidente                   |
| --------------- | ------------------------------------------------- | ---------------------------------------------- | -------------------------------------- | ------------------------------------- |
| Precandidatos   |                                                   |                                                |                                        |                                       |
| Precandidatos   | Eduardo Angeloz                                   | Juan Manuel Casella                            | Luis León                              | Carlos Yeregui                        |
| Distrito        | Córdoba                                           | Buenos Aires                                   | Chaco                                  |                                       |
| Cargos ocupados | Gobernador de la provincia de Córdoba (1983-1995) | Diputado Nacional por Buenos Aires (1983-1984) | Senador Nacional por Chaco (1983-2001) | Embajador en Egipto (1984-)           |

## Resultados
|  | 88.64 % |

|  | 11.36 % |

|  | 100.00 % |

|  | 29.24 % |

|  | 70.76 % |

|                     |     | Angeloz/Casella (LC + MRC) | Angeloz/Casella (LC + MRC) | Angeloz/Casella (LC + MRC) | León/Yeregui (MAY) | León/Yeregui (MAY) | León/Yeregui (MAY) |
| Provincia           | El. | Votos                      | %                          | El.                        | Votos              | %                  |                    |
| ------------------- | --- | -------------------------- | -------------------------- | -------------------------- | ------------------ | ------------------ | ------------------ |
| Buenos Aires        |     | 174.007                    | 88,06                      |                            | 22.252             | 11,34              |                    |
| Capital Federal     |     | 47.751                     | 83,49                      |                            | 9.443              | 16.51              |                    |
| Catamarca           |     | 9.311                      | 92,49                      |                            | 756                | 7,51               |                    |
| Chaco               |     | 14.742                     | 41,87                      |                            | 20.467             | 58,13              |                    |
| Chubut              |     | 5.361                      | 89,39                      |                            | 636                | 10,61              |                    |
| Córdoba             |     | 130.458                    | 96,65                      |                            | 4.515              | 3,35               |                    |
| Corrientes          |     | 15.964                     | 85,64                      |                            | 2.676              | 14,36              |                    |
| Entre Ríos          |     | 27.554                     | 89,00                      |                            | 3.406              | 11,00              |                    |
| Formosa             |     | 21.365                     | 92,70                      |                            | 1.683              | 7,30               |                    |
| Jujuy               |     | 4.419                      | 90,59                      |                            | 459                | 9,41               |                    |
| La Pampa            |     | 4.859                      | 87,31                      |                            | 706                | 12,69              |                    |
| La Rioja            |     | 6.524                      | 96,49                      |                            | 237                | 3,51               |                    |
| Mendoza             |     | 23.126                     | 87,96                      |                            | 3.165              | 12,04              |                    |
| Misiones            |     | 22.315                     | 90,86                      |                            | 2.244              | 9,14               |                    |
| Neuquén             |     | 3.718                      | 88,84                      |                            | 467                | 11,16              |                    |
| Río Negro           |     | 18.414                     | 92,01                      |                            | 1.599              | 7,99               |                    |
| Salta               |     | 21.296                     | 90,86                      |                            | 2,141              | 9,14               |                    |
| San Juan            |     | 12.115                     | 89,77                      |                            | 1.381              | 10,23              |                    |
| San Luis            |     | 6.615                      | 90,28                      |                            | 712                | 9,72               |                    |
| Santa Cruz          |     | 4.230                      | 90,00                      |                            | 470                | 10,00              |                    |
| Santa Fe            |     | 86.615                     | 92,07                      |                            | 7.457              | 7,93               |                    |
| Santiago del Estero |     | 19.144                     | 93,76                      |                            | 1,273              | 6,24               |                    |
| Tierra del Fuego    |     | 634                        | 76,29                      |                            | 197                | 23,71              |                    |
| Tucumán             |     | 38.578                     | 91.08                      |                            | 3.776              | 8,92               |                    |
| Total               |     | 719.115                    | 88,64                      |                            | 92.118             | 11,36              |                    |